# 입자 크기 분석
입자 크기 분석, 입자 크기 측정 또는 간단히 입자 크기 조정은 분말 또는 액체 샘플의 입자 크기 범위 및 평균 또는 평균 크기를 결정하는 기술 절차 또는 실험실 기술의 총칭이다.
입자 크기 분석은 입자 과학의 일부이며 일반적으로 입자 기술 실험실에서 수행된다.
입자 크기 측정은 일반적으로 고화질 이미지 처리, 브라운 운동 분석, 입자의 중력 침강 및 광 산란(레일리 산란 및 미 산란)과 같은 다양한 기술을 기반으로 하는 입자 크기 분석기(PSA)라는 장치를 사용하여 수행된다.
입자 크기는 화학, 식품, 광업, 임업, 농업, 화장품, 제약, 에너지 및 종합 산업을 포함한 다양한 산업에서 상당한 중요성을 가질 수 있다.

## 같이 보기
- 체 (도구)
- 체 분석
- 퇴적
- 현미경